# Kiitsu Suzuki
Kiitsu Suzuki (鈴木 其一, Suzuki Kiitsu), de son vrai nom Suzuki Motonaga, est un peintre japonais de l'école Rimpa du XIXe siècle, né en 1796, et mort en 1858. Actif à Edo, il était surnommé Shi-En, et avait pour noms de pinceau Kiitsu, Kaikai et Seisei.

## Biographie
La biographie de Kiitsu Suzuki est incertaine. Il naît sans doute en 1795, mais il y a une hypothèse selon laquelle il est né en 1796. Certaines sources affirment que sa famille tient une teinturerie, d'autres qu'elle appartient à la classe des samouraïs. Dans son enfance, il devient un élève d'un peintre de l'école Rimpa : Sakai Hōitsu. Après la mort subite d'un disciple plus ancien, Reitan Suzuki, il épouse une sœur de ce dernier et devient l'héritier de la famille Suzuki.
Jusqu'à la mort de Hōitsu, Kiitsu développe un style personnel grâce à l'enseignement de ce maître dont il prend soin. Selon un document conservé à l'université du Michigan (抱一書状巻), il semble qu'il peigne souvent sous le nom de Hōitsu. On trouve des œuvres très semblables à celles de Kiitsu parmi celles de Hōitsu.
En 1833, quatre ans après la mort de Hōitsu, Kiitsu se rend à Kyoto pour y étudier la peinture. Son journal de voyage (癸巳酉遊日記) est conservé à la bibliothèque de l'université de Kyoto. Il étudie la peinture ancienne en visitant des temples et des sanctuaires et élabore un style caractéristique, plus moderne que celui de son maître. De 1841 à 1846, il reproduit et republie un livre sur Ogata Korin (光琳百図), que Hōitsu avait originellement publié en 1815, car les blocs en bois pour l'impression de ce livre avaient été détruits par le feu. À travers ce travail de reproduction, il étudie à nouveau la technique de la composition de Kōrin et s'en inspire.
Vers la fin de sa vie, il semble qu'il fasse peindre ses élèves sous son nom comme l'avait fait son maître Hōitsu. En 1858, il décède à l'âge de soixante-quatre ans, apparemment victime du choléra, qui se propageait à cette époque-là. Il est enterré dans le cimetière d'un temple à Asakusa (正法寺), qui est déplacé à Nakano, à environ vingt-cinq kilomètres d'Asakusa, à cause du séisme de Kantō de 1923.

## Œuvres représentatives

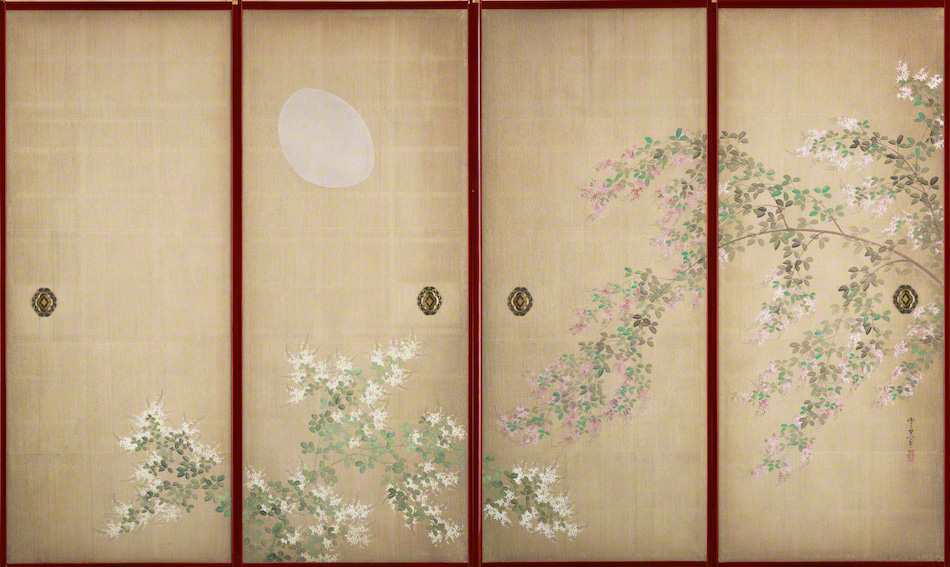
Lune avec trèfle du Japon — Kiitsu Suzuki (époque d'Edo tardive, XIXe siècle.)

- Trois belles sous la neige, la lune et les fleurs,
- Ruisseaux de montagne en été et en automne, paire de paravents à six panneaux conservée au Musée Nezu,
- Dieu de vent et foudre,
- Volubilis, paire de paravents à six panneaux conservée au Metropolitan Museum of Art,
- Lune avec trèfle du Japon, quatre panneaux de paravents conservés au Musée d'Art Fuji de Tokyo.

## Style
Sa peinture est caractérisée par une grande puissance descriptive et un style intellectuel. Il s'inspire de techniques utilisées à l'origine dans la peinture bouddhique, en ajoutant la surprise et le plaisir de l'image. Il dessine également des modèles de gravure (hanshita). Comme sa peinture était considérée vulgaire et purement descriptive, il est resté longtemps peu apprécié et négligé par les historiens de l'art japonais, mais récemment, il a recommencé à être évalué plus positivement. En 2008, lors de la grande exposition Rimpa qui a eu lieu au Musée national de Tokyo, il est présenté comme un des quatre peintres majeurs de cette école avec Tawaraya Sōtatsu, Ogata Kōrin et Sakai Hōitsu.